# Suseni (Harghita)
Suseni é uma comuna romena localizada no distrito de Harghita, na região histórica da Transilvânia. A comuna possui uma área de 220.92 km² e sua população era de 5116 habitantes segundo o censo de 2007.